# Pont Vell de Navarcles
El Pont Vell de Navarcles és el pont més antic del municipi de Navarcles (Bages) i és un monument protegit com a bé cultural d'interès local. Està situat damunt del riu Llobregat, just després de la confluència amb el riu Calders.

## Descripció
Pont de Navarcles fet tot de pedra. Té una amplada que permet el pas de carruatges. Ha estat refet en més d'una ocasió. Té esperons o tallamars. El pont fa 121,75 metres de llarg i està format per un arc central rebaixat amb fletxa de 8 metres i una obertura de 27,10 m. A cada costat de l'arc central hi ha 3 arcs de mig punt i obertures desiguals que confereixen al pont forma ogival.

## Història
És una obra popular que es va començar a construir l'any 1796 i es va acabar a principi del s. XIX. Els habitants van demanar al bisbe llicència per poder treballar els festius i van fer una recollida de diners per finançar-lo. Figura a l'Àlbum meravella, Vol. I, Pag 15, Navarcles. "Damunt del riu (Llobregat) conserva encara un bonic pont (pàg. 32) de cinc arcades construït l'any 1793".
Durant moltes dècades aquest pont va ser l'eix principal de comunicacions amb la resta de pobles de la comarca, ja que fins al 1863 no es va construir el Pont Nou sobre el riu Llobregat. És per aquest motiu que al llarg del segle xix s'hi van haver de fer nombroses millores, ja que no s'havia previst que hagués de suportar el pes dels carros. Durant la Guerra Civil els republicans en van fer volar una part que fou reconstruïda el 1946.
Des de l'any 2005 el pas de vehicles de motor pel Pont Vell està prohibit. Tot i les nombroses obres de reparació que s'hi han fet al llarg dels anys, el seu estat deteriorat va fer que l'Ajuntament decidís tancar el pas de vehicles i permetre només el pas de vianants.